# Theodorella
Theodorella is een geslacht van zakpijpen (Ascidiacea) uit de familie Styelidae en de orde Stolidobranchia.

## Soorten
- Theodorella arenosa Michaelsen, 1922
- Theodorella stewartensis Michaelsen, 1922
- Theodorella torus Michaelsen, 1922